# Alpette
Alpette (piemonti nyelven J'Alpëtte, frankoprovanszál nyelven La Alpete) egy olasz község (comune) a Piemont régióban.